# Heinrich Schulte-Uhlenbruch

Heinrich Schulte-Uhlenbruch

Heinrich Schulte-Uhlenbruch (* 23. Juli 1883 in Gysenberg-Sodingen; † 14. Januar 1946 in Recklinghausen) war ein deutscher Landwirt und Politiker (Zentrum).
Schulte-Uhlenbruch – ein Landwirt aus Recklinghausen – begann in den 1920er Jahren sich politisch in der katholisch geprägten Zentrumspartei zu engagieren. Für seine Partei gehörte er vom Juli 1932 bis zum März 1933 dem Reichstag in Berlin an, in dem er den Wahlkreis Recklinghausen vertrat.